# Tom Cribb
Pour les articles homonymes, voir Cribb.
Tom Cribb est un boxeur anglais combattant à mains nues né le 8 juillet 1781 à Hanaham, Gloucestershire, et mort le 11 mai 1848 à Londres.

## Biographie
Après avoir servi dans la Royal Navy, il entame une carrière de boxeur professionnel en 1802 et devient champion d'Angleterre des poids lourds le 1er février 1809 en battant au 31e round Jem Belcher. Cribb conserve sa ceinture en 1810 et 1811 en dominant par deux fois Tom Molineaux puis enchaîne les exhibitions. Il met un terme à sa carrière en 1822.
Dans le roman de Jules Verne Le Testament d'un excentrique (première partie, chapitre IV), le boxeur Tom Crabbe, personnage du roman dont le nom est inspiré de Tom Cribb, devient champion du Nouveau-Monde en battant « le fameux Fitzsimons » [sic].

## Distinction
- Tom Cribb est membre de l'International Boxing Hall of Fame depuis 1991[2].